# Ligi Kuu Bara
La Ligi kuu Bara (swahili per "prima lega continentale") è la massima competizione calcistica della Tanzania. Si disputa dal 1965.

## Albo d'oro
- 1965 :  Simba (Simba SC)
- 1966 :  Simba (Simba SC)
- 1967 :  Cosmopolitans
- 1968 :  Young Africans
- 1969 :  Young Africans
- 1970 :  Young Africans
- 1971 :  Young Africans
- 1972 :  Young Africans
- 1973 :  Simba
- 1974 :  Young Africans
- 1975 :  Mseto Sports
- 1976 :  Simba
- 1977 :  Simba
- 1978 :  Simba
- 1979 :  Simba
- 1980 :  Simba
- 1981 :  Young Africans
- 1982 :  Pan African
- 1983 :  Young Africans
- 1984 :  KMKM (Zanzíbar)
- 1985 :  Maji Maji
- 1986 :  Maji Maji
- 1987 :  Young Africans
- 1988 :  Pan African
- 1989 :  Malindi (Zanzíbar)
- 1990 :  Pamba
- 1991 :  Young Africans
- 1992 :  Malindi (Zanzíbar)
- 1993 :  Simba
- 1994 :  Simba
- 1995 :  Simba
- 1996 :  Young Africans
- 1997 :  Young Africans
- 1998 :  Maji Maji
- 1999 :  Tanzania Prisons
- 2000 :  Young Africans
- 2001 :  Simba
- 2002 :  Simba
- 2003 : non assegnato
- 2004 :  Simba
- 2005 :  Young Africans
- 2006 :  Young Africans
- 2007 :  Simba
- 2007-08 :  Young Africans
- 2008-09 :  Young Africans
- 2009-10 :  Simba
- 2010-11 :  Young Africans
- 2011-12 :  Simba
- 2012-13 :  Young Africans
- 2013-14 :  Azam
- 2014-15 :  Young Africans
- 2015-16 :  Young Africans
- 2016-17 :  Young Africans
- 2017-18 :  Simba
- 2018-19 :  Simba
- 2019-20 :  Simba
- 2020-21 :  Simba
- 2021-22 :  Young Africans
- 2022-23 :  Young Africans
- 2023-24 :  Young Africans
- 2024-25 :  Young Africans

## Vittorie per squadra
| Club             | Città         | Vittorie | Anni |
| ---------------- | ------------- | -------- | --- |
| Young Africans   | Dar es Salaam | 26       | 1968, 1969, 1970, 1971, 1972, 1974, 1981, 1983, 1987, 1991, 1996, 1997, 2000, 2005, 2006, 2008, 2009, 2011, 2013, 2015, 2016, 2017, 2022, 2023, 2024, 2025 |
| Simba            | Dar es Salaam | 22       | 1965, 1966, 1973, 1976, 1977, 1978, 1979, 1980, 1993, 1994, 1995, 2001, 2002, 2003, 2004, 2007, 2010, 2012, 2018, 2019, 2020, 2021                         |
| Maji Maji        | Songea        | 3        | 1985, 1986, 1998 |
| Malindi          | Zanzibar      | 2        | 1989, 1992 |
| Pan African      | Dar es Salaam | 2        | 1982, 1988 |
| Cosmopolitans    | Dar es Salaam | 1        | 1967 |
| KMKM             | Zanzibar      | 1        | 1984 |
| Mseto Sports     | Dar es Salaam | 1        | 1975 |
| Tanzania Prisons | Mbeya         | 1        | 1999 |
| Pamba            | Shinyanga     | 1        | 1990 |
| Azam             | Dar es Salaam | 1        | 2014 |